# Precotto

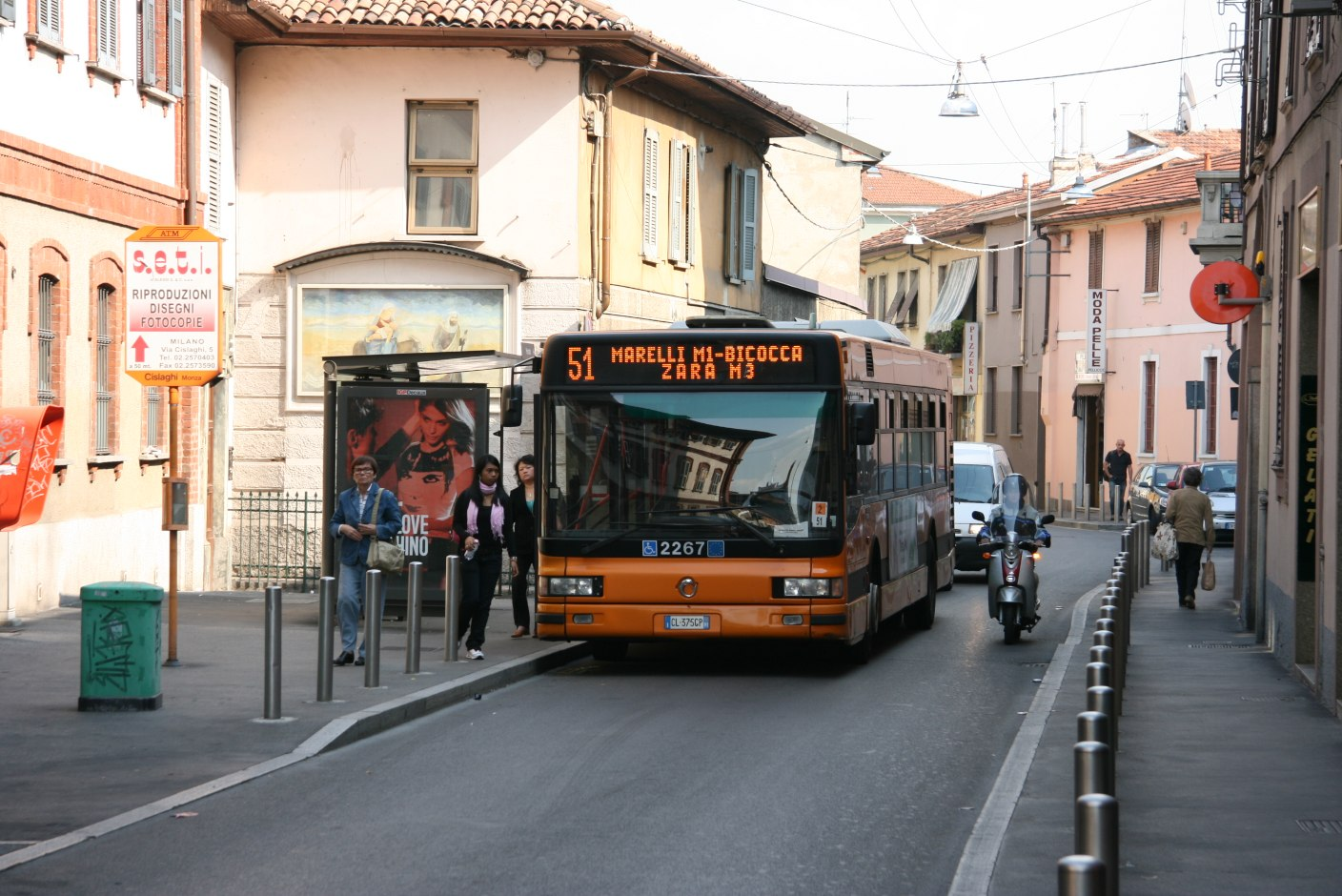
Die engen Gassen des alten Dorfkerns

Precotto (lombardisch Precott [preˈkɔt]) ist ein Stadtteil der norditalienischen Großstadt Mailand. Er befindet sich im Norden der Stadt und gehört zum 2. Stadtbezirk.

## Geschichte
Das alte Dorf Precotto gehörte historisch zum Pfarrbezirk Bruzzano. Zur Gemeinde Precotto gehörten auch die kleineren Orte Villa San Giovanni und Brughirolo.
1808 wurde Precotto per Dekret Napoleons mit anderen Vororten mit der Stadt Mailand zusammengefasst. Nach der Wiederherstellung der österreichischen Herrschafts wurde die Gemeinde Precotto 1816 erneut selbstständig.
Zur Zeit der Gründung des Königreichs Italien (1861) zählte die Gemeinde 900 Einwohner. Die Einwohnerzahl stieg in den folgenden Jahrzehnten bis auf 2557 im Jahr 1911.
In den ersten Jahren des 20. Jahrhunderts verfolgte die Großstadt Mailand eine mögliche Eingemeindung der immer schneller wachsenden Vorortgemeinden, die sich jedoch diesem Plan widersetzten. Dennoch konnte Mailand im Jahre 1918 nach einem Notdekret die in eine jahrelange politische Krise gefallene Gemeinde Turro eingliedern. Dies führte bei den Nachbargemeinden Gorla Primo und Precotto zum Beschluss einer Fusion, um ihre Unabhängigkeit von der Großstadt zu bewahren. Aus dieser Fusion entstand 1920 die neue Doppelgemeinde Gorlaprecotto, die jedoch nur drei Jahre existierte. Im Jahr 1923 konnte die neugewählte faschistische Regierung gegen alle Widerstände Gorlaprecotto mit zehn weiteren Gemeinden zum sogenannten Grande Milano („Groß-Mailand“) zusammenfassen.